# Milinac
Milinac es una localidad de Croacia en el ejido del municipio de Levanjska Varoš, condado de Osijek-Baranya.

## Geografía
Se encuentra a una altitud de 177 m s. n. m. a 229 km de la capital nacional, Zagreb.

## Demografía
En el censo 2011 el total de población de la localidad fue de 28 habitantes.
| Gráfica de población de Milinac 1857-2011                           |
|                                                                     |
| Según los censos de población de la oficina estadística de Croacia. |